# Christopher Sean

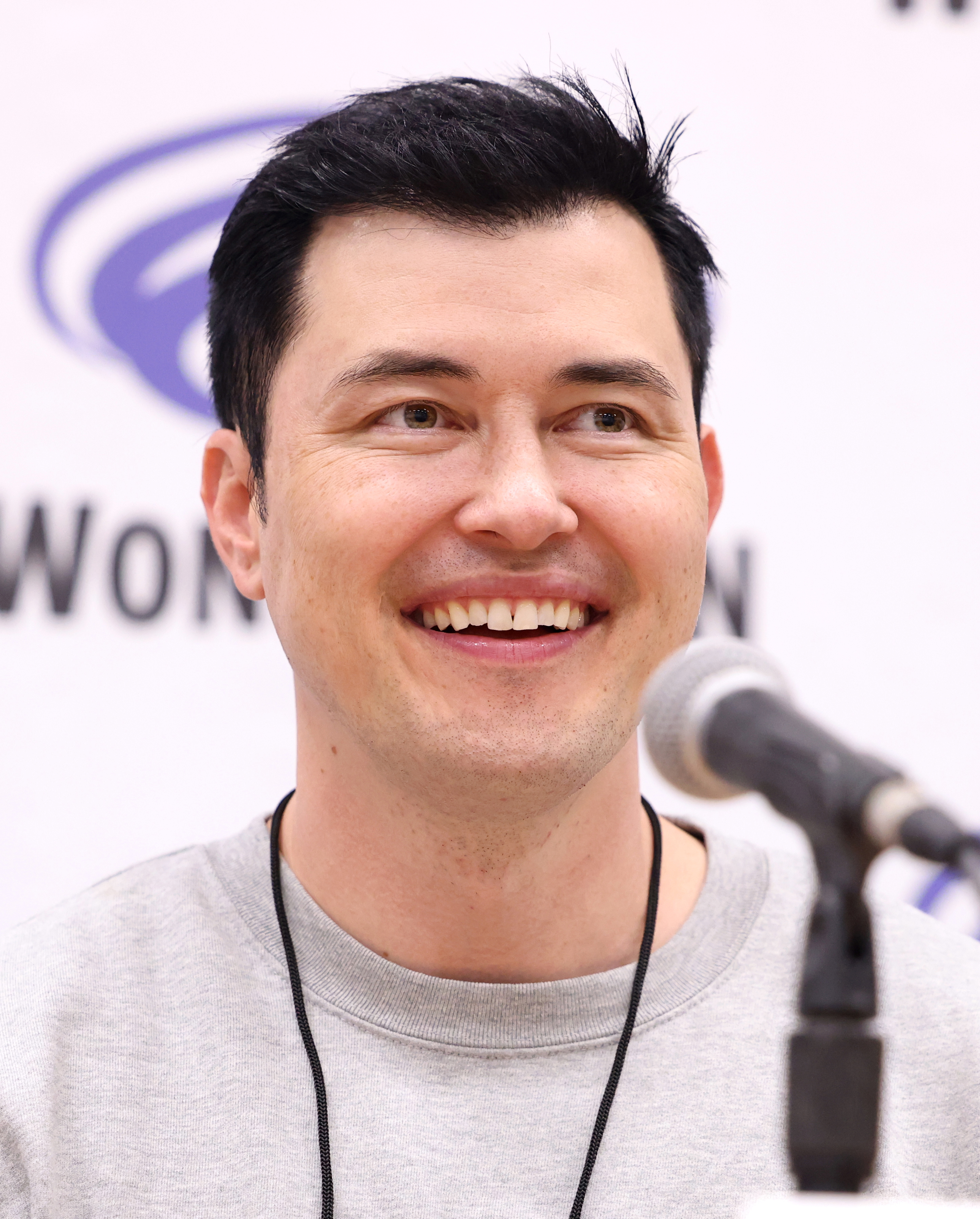
Christopher Sean (2025)

Christopher Sean Friel (* 25. Oktober 1985 in Oak Harbor, Washington) ist ein US-amerikanischer Schauspieler und Model.
Sean tritt seit 2010 als Schauspieler in Erscheinung. Bekanntheit erreichte er durch seine Rolle in der Serie Hawaii Five-0 (2014–2016), als auch durch seine Sprechrolle als Kazuda Xiono in der Animationsserie Star Wars Resistance (2018–2020).

## Filmografie (Auswahl)
- 2010: Reich und Schön
- 2012–2013: The Lizzie Bennet Diaries (Webserie, 10 Folgen)
- 2013: The Mindy Project (Fernsehserie, 1 Folge)
- 2014–2016: Hawaii Five-0 (Fernsehserie, 13 Folgen)
- 2018–2020: Star Wars Resistance
- 2021: Navy CIS: L.A. (Fernsehserie, 1 Folge)